# Polittico di Sombreno
Il polittico di Sombreno è l'insieme di nove dipinti a olio su tavola di Giovanni Galizi De Vecchi realizzati per la chiesa della Natività di Maria Vergine e Santi Fermo e Rustico  e poi smembrati e divisi. Alcuni sono andati perduti, altri sono conservati in pinacoteche pubbliche e private.

## Storia
Il polittico fu probabilmente commissionato al Galizzi per la chiesa della Natività di Maria Vergine e Santi Fermo e Rustico di Sombreno, località posta all'ingresso della val Brembana, dove la famiglia Santacroce era conosciuta come importante famiglia di pittori provenienti da Santa Croce frazione di San Pellegrino Terme e trasferitasi a Venezia presso le più importanti botteghe di artisti presenti in laguna. Le tavole furono realizzate dall'artista a Venezia.
Il primo dato che testimonia la presenza del polittico nella chiesa, è inserito nel registro delle spese presente nell'archivio parrocchiale. Le nove tavole furono oggetto di restauro nel 1672 da parte dell'artista veneziano Lelio Bonetti:
(da Il Santuario della Madonna di Sombreno di Pietro e Luigia Gritti)
Il documento dimostra che il polittico era presente sul coro della chiesa, confermato anche dalla relazione della visita pastorale del vescovo Luigi Ruzzini avvenuta l'8 luglio 1701 dove viene citta una […] in facie parietis chori esticona antiqua, in qua a perito pictore eleganter depictae sunt B.M.V. puerum Jesum in gremio gestanti et ss. Firmi e Rustici e che fu oggetto di restauro e successiva rimozione per essere sostituito dalla grande tela di Francesco Polazzo Madonna in gloria col Bambino, santi Giovannino, Fermo e Rustico, angeli e il donatore Giovanni Pesenti.
Non vi è indicazione circa i motivi che hanno portato alla sostituzione del polittico se non per una modernità artistica che piaceva all'allora parroco don Giovanni Pesenti, committente della nuova tela dove si fece anche ritrarre in qualità di donatore, dipinto che ha mantenuto il medesimo soggetto della Vergine con i due santi titolari la chiesa del polittico.
Venendo diviso le tavole presero destinazioni differenti. La cimasa raffigurante “Dio Padre benedicente”, non era stata indicata neppure nella relazione del vescovo Ruzzini, ma risulta essere sempre conservato nella sagrestia della parrocchia, mentre la tavola centrale raffigurante la Madonna in trono col Bambino benedicente fu inizialmente conservato dal parroco Pesenti per essere poi acquisita dalla famiglia Agliardi che lo conserva nella pinacoteca privata. Le due tavole laterali raffiguranti i due santi furono acquistate dalla famiglia Asperti nel 1739 per la chiesa dedicata alla Madonna del palazzo privato di Boccaleone, per essere poi ritirare dall'Accademia Carrara.

## Descrizione
Delle nove tavole che componevano originariamente il polittico, ne restano a testimonianza solo quattro di cui solo una conservata nella chiesa, esattamente nella sagrestia raffigurante Dio Padre benedicente. La tavola che doveva essere centrale nel polittico Madonna in trono col Bambino è conservata nella collezione della famiglia Agliardi, mentre le due tavole raffiguranti i santi titolari della chiesa Fermo e Rustico sono conservate nella pinacoteca dell'Accademia Carrara di Bergamo.
La tavola raffigurante la Madonna in trono col Bambino, raffigura la Vergine con un piede avanzato, sembra che sia voglia alzarsi dalla seduta. Indossa un abito rosso legato alla cinta da un nastro nero, sul capo uno scialle bianco che vede sulle spalle fino a scomparire nell'abito. Sulle gambe tiene un manto verde profilato con filo doro. Il trono è coperto da un drappo nero mentre visibile solo il bracciolo destro con un'immagine che potrebbe essere di leone. Lateralmente sembra apparire un cielo grigio carico di nuvole. La Madonna tiene il figliolo sulle gambe coperto solo da un lenzuolino bianco. Tiene la mano sinistra sul braccio della Madre mentre con la destra compie il gesto benedicente. Il volto della madre e del figlio hanno la medesima fisionomia, il medesimo incarnato, e i medesimi tratti somatici. Il volto della Vergine ricorda le opere di Jacopo Palma il Vecchio, presenta infatti i medesimi colori nei capelli nella immagine di santa Barbara presente nella sacra conversazione conservata nel museo viennese, così come in quella conservata a Rovigo.
Sui gradini dell'altare vi è la scritta: I D XXXXIII/ IOANES DE GALIZIS BEROMENSIS/ PINIT HOC OPUS IN VENETIS, quale conferma della datazione e dell'autore. Le tavole con i due santi titolari la chiesa sono raffigurati a figura intiera. San Fermo tiene la palma del martirio nella mano destra e la spada in quella sinistra che indica il suo martirio con la decapitazione, Indossa un abito dorato sopra gli armamenti ed è avvolto da un mantello rosso. Una vistosa collana dorata con fermaglio al collo porterebbero a considerare che per il culto bergamasco era un importante soldato.